# 対馬紅茶
対馬紅茶（つしまこうちゃ）は、長崎県で栽培・生産された紅茶のブランド名。

## 概説
対馬で唯一、つしま大石農園が生産している。主に使われている品種はべにふうきである。
フラワリーな香りと黒糖を思わせるほのかな甘さを特徴とし、ストレートはもちろん、ミルクティーにも向く力強さを持っている。
御岳山の麓などで生産されている。